# エリック・フリードマン
エリック・フリードマン（Erick Friedman, 1939年8月14日 - 2004年3月30日）は、アメリカ合衆国のヴァイオリン奏者。
ニューアークの生まれ。
6歳からヴァイオリンを始め、10歳よりジュリアード音楽院でイヴァン・ガラミアンの薫陶を受けた。また、個人的にヤッシャ・ハイフェッツやナタン・ミルシテインのレッスンを受け、1959年からは南カリフォルニア大学でハイフェッツのクラスで学んだ。1966年のチャイコフスキー国際コンクールで６位入賞。
1980年に自動車事故で左手と腕を負傷してからはイェール大学での教育活動に専念した。
ニューヘイブンにて癌の為に死去。